# Dodenwedstrijd
De dodenwedstrijd (Oekraïens: Матч смерті; Matsj smerti) is een voetbalwedstrijd gespeeld op 9 augustus 1942. In het bezette Kiev organiseerde het Duitse ministerie voor propaganda een voetbalwedstrijd tussen Duitse soldaten (Flakelf) en een fabriekselftal bestaande uit Oekraïense arbeiders van een broodfabriek genaamd FC Start. 

## FC Start
FC Start was een voetbalelftal dat was samengesteld door voormalige spelers van Dynamo Kiev en Lokomotiv Kiev, topclubs uit de Sovjet-Unie, waaronder Makar Gontsjarenko die in 1938 nog topschutter was van de Sovjet-competitie. FC Start had de aandacht getrokken door tegen verschillende voetbalelftallen, waaronder een aantal elftallen samengesteld uit soldaten van de bezettende legers, te spelen en hierin ongeslagen te blijven. De motieven om een voetbalteam op te richten en nota bene tegen bezettende legers te spelen verschilden. Sommige spelers zagen het als een manier om iets 'normaals' te bewaren in deze ernstige tijden, anderen wilden het moreel van de inwoners van Kiev opkrikken of zagen het als heimelijk verzet. Er waren overigens ook spelers die ronduit deelname aan FC Start weigerden omdat ze 'sporten met de vijand' als collaboratie zagen.

## De zegereeks
In de zomer van 1942 speelde FC Start tegen verschillende elftallen de volgende wedstrijden:
- FC Start - Rukh (Oekraïens team) 7 - 2
- FC Start - Hongaarse soldaten 6 - 2
- FC Start - Roemeense soldaten 11 - 0
- FC Start - Militaire spoorwerkers 9 - 1
- FC Start - PGS (Duits team) 6 - 0
- FC Start - MSG Wal (Hongaars team) 5 - 1
- FC Start - MSG Wal  3 - 2
- FC Start - Flakelf (Duits team) 5 - 1

De eerste wedstrijd tegen Flakelf werd met 5-1 verloren door de Duitsers, waarop ze direct een revanchewedstrijd organiseerden. Hiervoor werden de beste voetballers uit het Duitse leger naar Kiev gehaald. De Duitsers beseften dat de zegereeks van FC Start op met name Duitse elftallen een politieke lading begon te krijgen.

## De dodenwedstrijd
Een SS'er werd aangesteld als scheidsrechter en de wedstrijd werd zwaar bewaakt door leger en politie. De SS-scheidsrechter zou volgens de officiële lezingen de spelers in de kleedkamer hebben bezocht, en hen daar hebben gezegd dat ze zich aan de spelregels moesten houden en aan de spelers van Flakelf de Hitlergroet moesten brengen. Bij de opening weigerden de spelers dit laatste en riepen in plaats daarvan 'Heil aan de sport!'. 
De Duitse spelers zouden zeer agressief en op de man hebben gespeeld. Grove tackles en shirtje-trekken werd niet geschuwd, en de FC Start-keeper Trusevych kreeg een trap tegen zijn hoofd. Omdat Trusevych zich hierdoor onwel voelde konden de Duitsers 1-0 scoren. De scheidsrechter zou partijdig zijn geweest en alle Duitse overtredingen hebben genegeerd. Toch kwam FC Start langszij met een doelpunt uit een vrije trap van Kuzmenko, waarna nog twee maal werd gescoord zodat de ruststand 3-1 was in het voordeel van FC Start.
In de rust zouden de Oekraïners in de kleedkamer nogmaals bezoek hebben gekregen van de scheidsrechter. Deze zou de spelers hebben gezegd dat hij ervan overtuigd was dat ze erg goed waren maar dat ze toch maar beter konden zorgen dat ze de wedstrijd zouden verliezen. 'Denk aan de gevolgen als jullie toch winnen', luidde zijn nauwelijks verkapte dreigement.
Uiteindelijk scoorden beide zijden 2 keer, waardoor de Oekraïners wonnen met 5-3. Opvallend voorval uit deze wedstrijd was de solo van Aleksey Klimenko, na uiteindelijk ook de keeper gepasseerd te hebben draaide hij zich vlak voor de doellijn om om de bal terug het veld in te spelen. 
Nadien speelde FC Start op 16 augustus nog zijn laatste wedstrijd tegen Rukh, een ander Oekraïens team, en won deze met 8-0. Na deze wedstrijd werden de spelers allemaal opgepakt en in een gevangenenkamp gestopt, waarin ze bijna allemaal omkwamen. Slechts drie spelers wisten te overleven. Zij werden echter na de oorlog doodgezwegen door de Sovjetautoriteiten, die op hun beurt het voorval gebruikten voor hun propaganda.

## Mythevorming
In de versie van de Sovjet-Unie werd de mythe opgeblazen. Zo waren volgens de Sovjets alle spelers na de wedstrijd doodgeschoten en deze werden als helden gezien. De overlevenden werden beschouwd als verraders; ze werden pas in de jaren zestig gerehabiliteerd. 
In werkelijkheid zouden de scheidsrechters niet partijdig zijn geweest, zouden de Duitsers eerlijk hebben gespeeld, en was er geen sprake van dat de scheidsrechter de spelers had bezocht of bedreigd. Ook zouden volgens de Sovjetpropaganda de spelers direct na de wedstrijd zijn opgepakt. Dit is niet waar omdat ze nadien nog een wedstrijd hebben gespeeld, hoewel ze daarna wel zijn gearresteerd. Ook zouden de FC Start-spelers rood hebben gedragen uit politieke overtuigingen. De ware reden was dat ze oude Spartak-shirts droegen omdat die in ruime mate voorhanden waren. Het Spartak-tenue was rood, dus droegen de FC Start-spelers rode shirts.
De dodenwedstrijd is onderwerp van verschillende films geweest. 
De Russische film De derde helft uit 1962 beschrijft de daadwerkelijke wedstrijd, waarbij hier en daar de feiten wat zijn aangedikt.
De film Escape To Victory (met onder andere Pelé en Hallvar Thoresen) uit 1981 is gebaseerd op de dodenwedstrijd, doch werd de wedstrijd gesitueerd als een wedstrijd tussen krijgsgevangenen en bewakers in een Duits krijgsgevangenenkamp.
In de Duitse documentaire Todeself (2005) komen de wedstrijd en de Russische film aan bod.
In Kiev staat een monument ter herinnering aan deze wedstrijd:

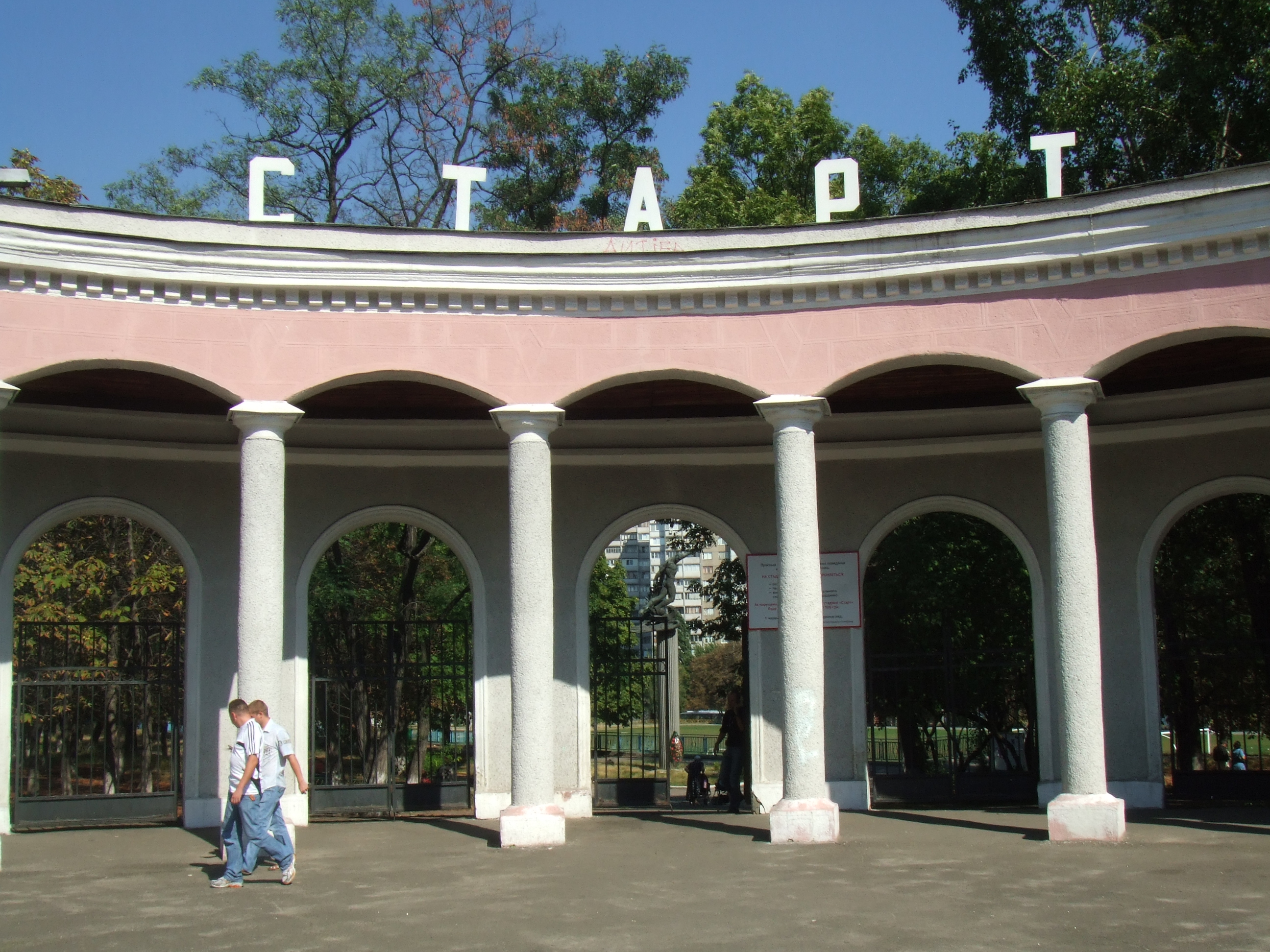